# Maisons-du-Bois-Lièvremont
Maisons-du-Bois-Lièvremont is een gemeente in het Franse departement Doubs (regio Bourgogne-Franche-Comté) en telt 494 inwoners (1999). De plaats maakt deel uit van het arrondissement Pontarlier.

## Geografie
De oppervlakte van Maisons-du-Bois-Lièvremont bedraagt 15,9 km², de bevolkingsdichtheid is 31,1 inwoners per km².

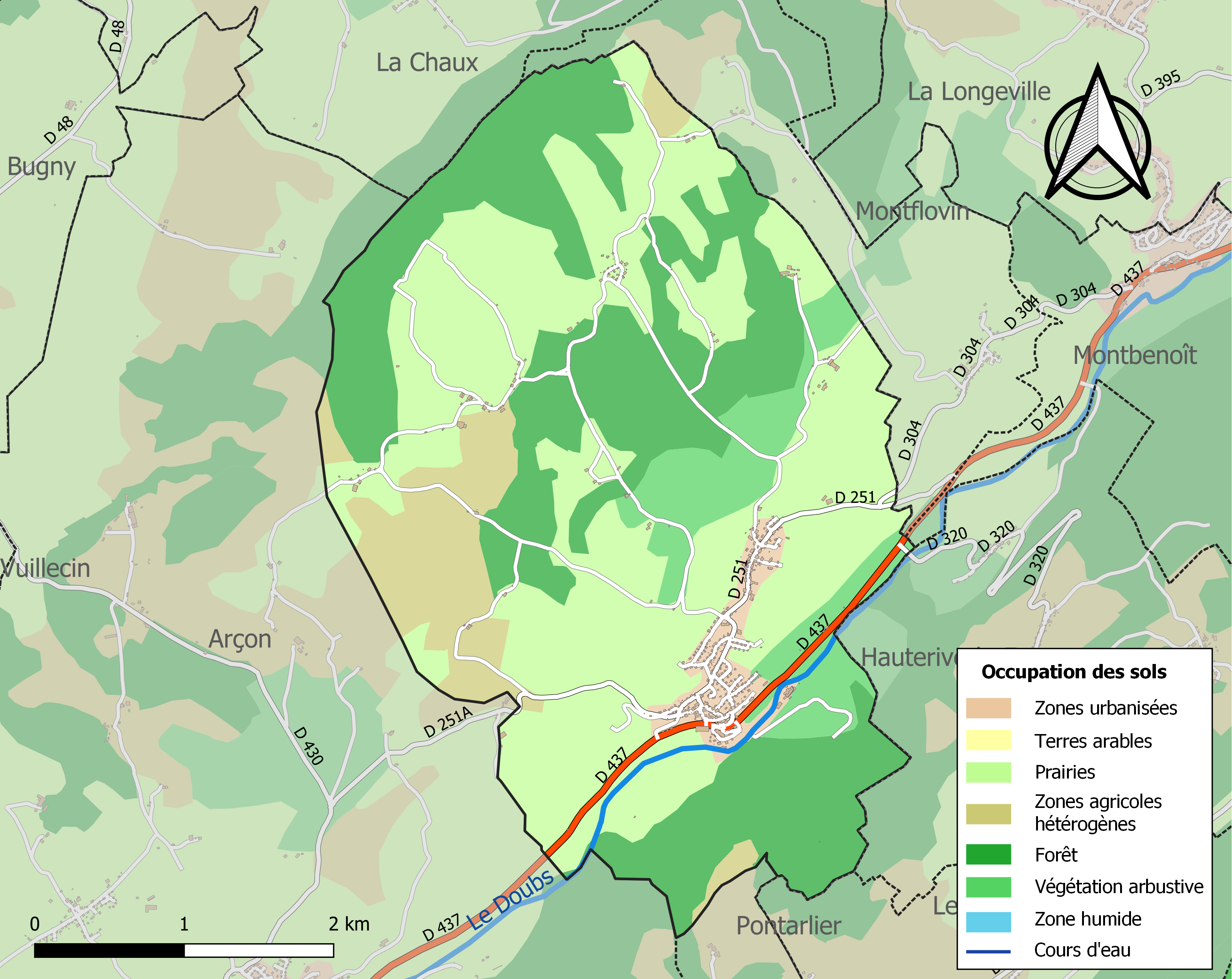
Kaart van de gemeente met de belangrijkste infrastructuur, bodemgebruik en omliggende gemeenten

## Demografie
Onderstaande figuur toont het verloop van het inwonertal (bron: INSEE-tellingen).